# فیرمین زوکو
فیرمین زوکو (فرانسوی: Firmin Zokou‎؛ زادهٔ ۹ مارس ۱۹۸۴) تکواندوکار اهل ساحل عاج است. 
از افتخارات وی میتوان به کسب مدال نقره وزن ۸۷+ کیلوگرم در مسابقات جهانی تکواندو ۲۰۱۵ اشاره کرد.